# Chiesa di Santa Margherita (Ferrara)
La chiesa di Santa Margherita, anche nota come oratorio di Santa Margherita o chiesa e convento di Santa Margherita, si trova in via Romei a Ferrara, e risale all'inizio del XVII secolo. Venne sconsacrata nel XIX secolo e dell'antica chiesa conserva solo il prospetto principale, progettato da Giovan Battista Aleotti.

## Storia
Il luogo di culto con dedicazione a santa Margherita venne edificato nel 1604, nella parte posteriore di palazzo Pendaglia. Fu la chiesa del conservatorio delle zitelle, che era stato voluto dalla duchessa Margherita Gonzaga, consorte di Alfonso II d'Este che fu anche utilizzato come convento.
L'edificio fu costruito nei primi anni successivi alla devoluzione di Ferrara allo Stato Pontificio e venne progettato da Giovan Battista Aleotti.
Con le soppressioni napoleoniche conseguenti l'arrivo delle truppe di occupazione francesi la chiesa venne chiusa, nel 1796. In seguito fu sconsacrata in modo permanente e divenne sede di varie attività. Per un certo periodo fu anche deposito per le macchine dei pompieri cittadini quando, il 3 aprile 1846, venne istituito il Corpo municipale dei Pompieri. Per la caserma fu scelta la struttura dell'ex convento di Santa Margherita, in via de' Romei, essendo più vicina agli edifici del centro storico più antichi quindi più esposti al rischio di incendi.
La torre campanaria venne demolita nel 1913. La facciata della chiesa venne mantenuta ma l'interno venne ristrutturato per essere utilizzato dalla Regia Scuola Normale "Giosuè Carducci". Sia la chiesa sia il conservatorio annesso furono in seguito utilizzati dal nuovo istituto professionale alberghiero Orio Vergani.

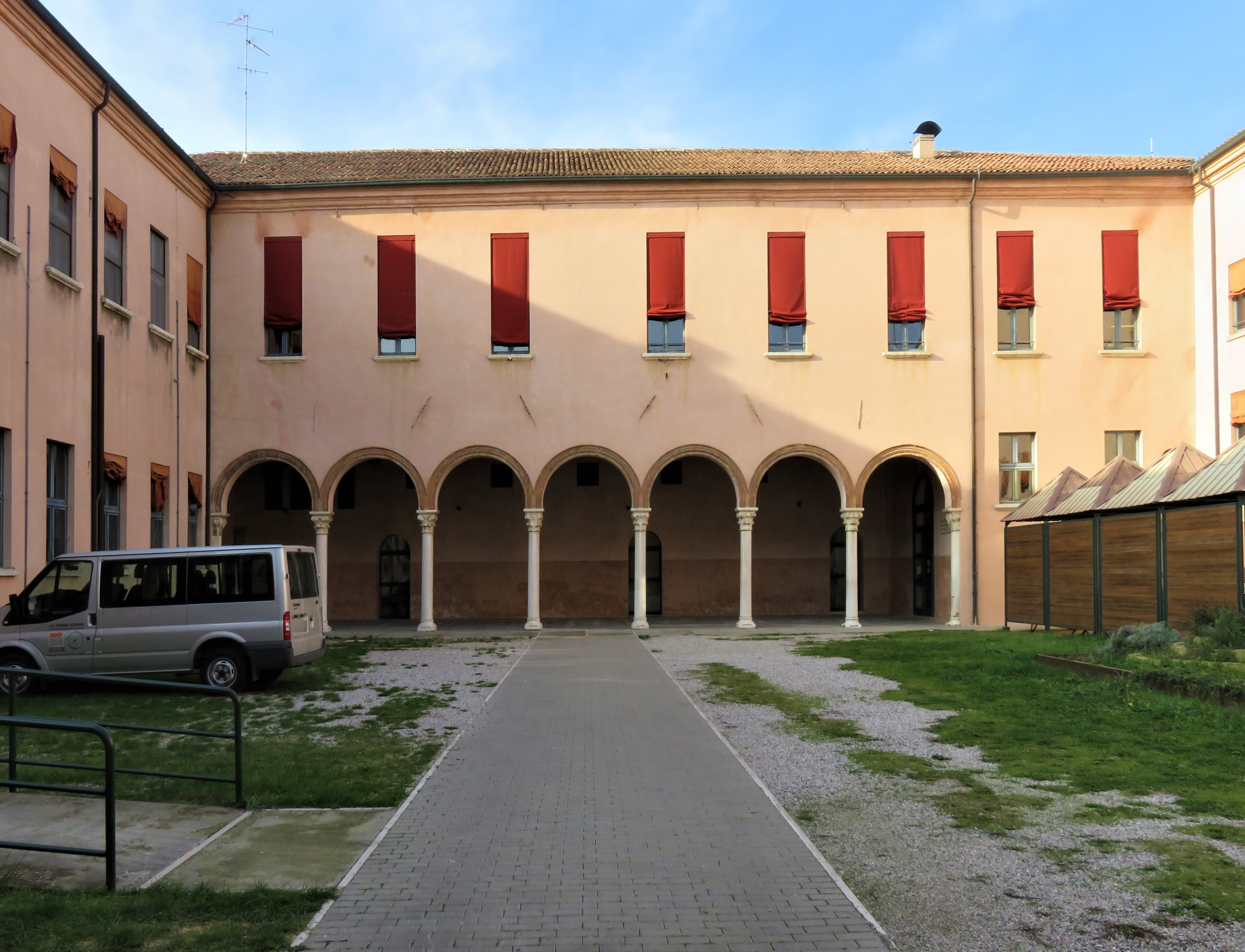
Cortile interno dell'antico convento di Santa Margherita, a Ferrara, accessibile da via de' Romei. Appartiene a palazzo Pendaglia, sede dell'istituto Orio Vergani

## Descrizione

### Chiesa
Il prospetto principale della chiesa, in via de' Romei, si conserva nelle sue forme quasi originali, progettate da Giovan Battista Aleotti. Si presenta in stile neoclassico, a capanna, con superficie in cotto ferrarese. Il portale di accesso architravato non è agibile ma conserva il portone in legno. Ai lati due finestre rettangolari cieche e, nella parte rialzata, tre grandi finestre con inferriate. La facciata culmina col frontone triangolare, sempre in cotto a vista.

### Convento
Del convento si conservano il cortile e le stanze che si affacciavano su di questo, divenute sede di istituto scolastico.